# Regina-East
Pour les articles homonymes, voir Regina (homonymie).
Regina-East (aussi connue sous le nom de Regina-Est) fut une circonscription électorale fédérale de la Saskatchewan, représentée de 1968 à 1988.
La circonscription de Regina-East a été créée en 1966 avec des parties d'Humboldt—Melfort, Melville, Moose Jaw—Lake Centre, Qu'Appelle, Regina City et de Yorkton. En 1976, Regina-East devint Regina-Est. Abolie en 1987, elle fut redistribuée parmi Regina—Qu'Appelle et Regina—Wascana.

## Géographie
En 1966, la circonscription de Regina-East comprenait:
- Une partie de la ville de Régina, située à l'est de la rue Albert ;
- Une partie du canton Lake ;
- Les lacs Quill.

## Députés
1. 1968-1972 — John Burton, NPD
2. 1972-1979 — Jim Balfour, PC
3. 1979-1988 — Simon De Jong, NPD

- NPD = Nouveau Parti démocratique
- PC = Parti progressiste-conservateur